# Copa de Francia de Waterpolo masculino

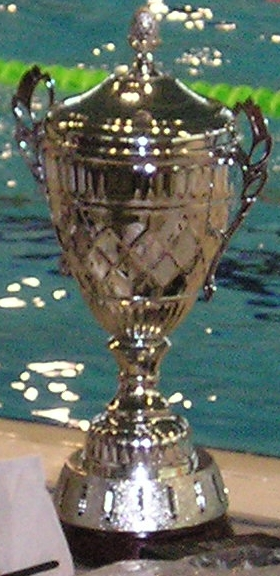
Trofeo de la copa de waterpolo.

La Copa de Francia de waterpolo masculino es la segunda competición más importante de waterpolo masculino entre clubes franceses.

## Historial
Estos son los ganadores de la copa:
- 2011: CN Marseille
- 2010: CN Marseille
- 2009: CN Marseille[1]
- 2008 (septiembre): Montpellier Water-Polo
- 2008 (junio): Montpellier Water-Polo[2]
- 2007: CN Marseille
- 2004-2006 : no se realiza competición
- 2003: Olympic Nice Natation
- 2002: Olympic Nice Natation
- 2001: Olympic Nice Natation
- 2000: Olympic Nice Natation
- 1999: Olympic Nice Natation
- 1998: CN Marseille
- 1997: CN Marseille
- 1996: CN Marseille
- 1995: Cacel Nice
- 1994: Cacel Nice
- 1993: Cacel Nice
- 1992: Cacel Nice
- 1991: CN Marseille
- 1990: Cacel Nice
- 1989: Racing Club de France
- 1988: Enfants de Neptune de Tourcoing